# Europaparlamentets budgetkontrollutskott
Europaparlamentets budgetkontrollutskott (engelska: European Parliament Committee on Budgetery Control, CONT), är ett av Europaparlamentets 20 ständiga utskott för att bereda ärenden i parlamentet.
Utskottets nuvarande ordförande, vald den 10 juli 2019, är den tyska Europaparlamentsledamoten Monika Hohlmeier (EPP).

## Presidium
| Namn                | Funktion i utskottet | Land     | Grupp | Bild |
| ------------------- | -------------------- | -------- | ----- | ---- |
| Monika Hohlmeier    | Ordförande           | Tyskland | EPP   |      |
| Isabel García Muñoz | Viceordförande       | Spanien  | S&D   |      |
| Caterina Chinnici   | Viceordförande       | Italien  | S&D   |      |
| Martina Dlabajová   | Viceordförande       | Tjeckien | RE    |      |
| Tamás Deutsch       | Viceordförande       | Ungern   | EPP   |      |